# 루민취안
루민취안(중국어: 陆敏全, 병음: Lu Minquan, 한자음: 육민전, 1999년 4월 26일 ~ )은 중화인민공화국의 바둑 기사이다. 후베이성 우한시 출신으로 중국기원 소속의 5단이다. 국가바둑여자팀 선수 겸 전국여자바둑 갑조리그 샤먼팀 선수로 활동하고 있다.

## 경력
중국 후베이성 우한시에서 태어났다. 2014년 황하배 아마추어 여자 바둑선수권대회에서 우승을 차지했고 프로바둑에 입단했다. 같은해 전국바둑개인전 여자 4위에 올랐다. 2015년 제3회 전국 마인드게임 바둑 프로여자바둑 부문 2위를 차지했다. 2017년 제3회 몽백합배 세계 바둑 오픈전 본선 64강에 진출하여 한승주를 누르고 32강에 올랐지만 천쯔젠에게 패해 탈락했다. 같은해 4단으로 승단했고, 이듬해 5단에 올랐다. 2018년 오카게배 국제신예바둑대항전과 2019년 톈타이산 세계 여자 바둑 단체 대항전에 중국 대표팀으로 출전하여 대한민국팀에 패해 준우승에 머물렀다. 2019년 제4회 전국 마인드게임 바둑 혼합 복식에 출전하여 판윈뤄와 함께 우승을 차지했다.